# 笹倉武久
笹倉 武久（ささくら たけひさ、1945年3月28日 - 2021年9月22日）は、千葉県船橋市出身（東京都府中市生まれ）の元騎手・元調教助手・元調教師。

## 来歴
父は厩舎の厩務員で、小学校時代からの1つ後輩に西塚十勝の実子である安夫がいた。中学校も一緒で同じ柔道部であり、笹倉は最初は騎手になる気などなかった。大きくなりたい一心で柔道を始めたが、結局柔道をやっても背が伸びなかったため、騎手を志す。それまでは乗馬苑の馬を引っ張り出して隠れて乗ったりはしていたが、あくまでも自己流であったため、教わりながら馬に乗ったことはなかった。そこから「お金を稼げる」という意識もあり、馬事公苑騎手養成長期課程に入った。同期には高橋隆、清水出美、簗田善則、久保敏文、領家政蔵、鹿戸明、久保田秀次郎、大崎昭一、安田伊佐夫などがいた。1962年に東京・田中和夫厩舎所属の騎手候補となり、開業したばかりの田中にとって第一号の弟子となった。先輩も含めて所属騎手が何人かいて、畠山重則も一緒であった。年齢は畠山の方が上であったが、畠山は一度高校に入学してから入ってきたため、競馬界に入ったのは笹倉の方が先であった。畠山は入ってきた時に体が大きく、朝食の時に田中に「朝はパンで結構です」と言って、それに合わせなければならない笹倉は「ただでさえ腹が減っているのに、余計なことを言ってくれたんだ（笑）。」と後に振り返っている。
1964年に騎手免許を取得し、同厩舎より騎手デビュー。見習時代は正月以外はほぼ毎日汗取りをしていたが､ 当時の見習の斤量である47kgで乗ったことは無かった。ある週に土曜日に48kgで乗っていて、日曜日は出走しないと聞いていたが、出馬表を見たら47kgで乗ることになっていた。そこで慌てて汗取りに風呂に入って、倒れてしまったためである。3年目の1966年には自己最多の24勝を挙げるが、1968年の11勝を最後に1桁が続く。
1971年に仲住達弥厩舎、1973年には石栗龍雄厩舎と移籍し、同年は自身最後で4年ぶりの2桁となる11勝をマーク。
1974年には東京優駿でインターグッドに騎乗し、コーネルランサーにハナ差で敗れ2着となった。インターグッドはデビューから引退まで全て手綱を執り、ダービー時はレース後の勝利談話を考えていたほど能力を信じていた。3歳時に新馬戦を大差勝ちすると、続く葉牡丹賞も9馬身差で連勝した。4歳になってからは東京4歳S6着、弥生賞6着と敗れていたが、直前にマイルのオープンを勝って大舞台に駒を進めていた。当日は6番人気で迎えたが、思った以上にプラン通りに進み、道中はキタノカチドキを外に出さないように乗った。それがうまくいってすぐ内に見えていて、笹倉は内心しめしめと思っていたが、案の定、キタノカチドキの仕掛けは遅れ、直線に向いてもまだ馬群を捌けなかった。好位にいた2番人気コーネルランサーが抜け出し、インターグッドは外からが襲いかかって1度は完全に前に出たが、急に馬が内にもたれてスピードが鈍る。それでもしばらくは鼻ほどのリードをキープし、ゴール直前までは前に出ていたが、ゴール板のほんの寸前でコーネルランサーの差し返しを許した。笹倉は後に「抜け出して差されたんだから、そりゃ悔しかったさ。でも負けたのは、左ステッキに持ち替えられなかった自分の未熟さのせい。勝ちたいという意識、勝ったという意識が出過ぎたんだな。結局は俺の弱ささ」と振り返っているが、レース後にインターグッドの左トモの蹄鉄がずれ、落鉄寸前であったことが分かった。笹倉は後に日刊競馬のトラックマン3人と残念会をやったが、心底悔しがったトラックマンの1人が「ササやん、残念だったなあ。もうひと押しだった」と言うと、笹倉は頷きはしたが、どこかに大舞台で力を出し切った満足感がある風に見せた。1979年引退。騎手成績は中央通算1182戦121勝で、重賞勝利は無かった。
引退後は師匠である田中厩舎の調教助手（1979年 - 1983年）へ転身し、1984年に調教師免許を取得。1985年に厩舎を開業し、初出走は同年3月24日の中山第1競走4歳未出走・メモリーシロー（8頭中5着）、初勝利は4月21日の福島第11競走5歳以上400万下・コウチキャプテンで延べ5戦目であった。
1990年にタマツバキ記念をサシオギで制して騎手時代を含む重賞初勝利を挙げ、1991年からは逃げ一辺倒の走りでラジオたんぱ賞やオールカマーなど重賞3勝を挙げたツインターボを管理。後は特に目立つような成績を挙げられず、2006年9月17日の中山第5競走2歳新馬・スガノキングが最後の勝利となった。以降は管理馬が中央、地方を通じて1度も3着以内に入れず不振を極め、2008年1月には定年まで8年を残して厩舎を廃業する意向が明らかになる。同年2月29日付で正式に勇退。1月時点で18馬房あったが管理馬は11頭しか集まらず、笹倉は「全ては自分の努力不足」と語っている。調教師としての通算成績は中央3261戦132勝、地方140戦12勝。
2021年9月22日、心不全のため死去。76歳没。

## 主な管理馬
- サシオギ（1990年タマツバキ記念）
- ツインターボ（1991年ラジオたんぱ賞、1993年七夕賞・オールカマー）
- グランリーオ（2005年中日新聞杯）

## 主な厩舎所属者
※太字は門下生。括弧内は厩舎所属期間と所属中の職分。
- 高橋義博（1988年-1998年 調教助手）[5]
- 宗像徹（1993年-1998年 騎手）